# Бис(хлоро(пентакарбонил)рений)
Бис(хлоро(пентакарбонил)рений) — комплексное неорганическое соединение,
карбонильный комплекс рения
состава [Re(CO)4Cl]2,
белые кристаллы.

## Получение
- Добавление тетрахлорметана, насущенного хлором к суспензии декакарбонилдирения в тетрахлорметане:

{\displaystyle {\mathsf {Re_{2}(CO)_{10}+Cl_{2}\ {\xrightarrow {}}\ [Re(CO)_{4}Cl]_{2}+2CO}}}

## Физические свойства
Бис(хлоро(пентакарбонил)рений) образует устойчивые на воздухе белые кристаллы.
Не растворяется в алифатических углеводородах,
плохо растворяется в тетрахлорметане.